# Kabinett Baldwin I
Das Kabinett Baldwin I wurde im Vereinigten Königreich am 22. Mai 1923 durch Premierminister Stanley Baldwin von der Conservative Party gebildet und löste das Kabinett Bonar Law ab. Der Regierung gehörten ausschließlich Minister der Conservative Party an und befand sich bis zum 22. Januar 1924 im Amt, woraufhin sie durch das erste Kabinett MacDonald abgelöst wurde.
Bei den Unterhauswahlen vom 6. Dezember 1923 hatte die Conservative Party ihre bisherige absolute Mehrheit im House of Commons verloren. Von 615 Sitzen entfielen auf die Labour Party zwar lediglich 191 Sitze und auf die konservativen Tories 258 Mandate. Allerdings verhinderte die wiedervereinigte Liberal Party die Bildung einer erneuten konservativen Regierung mit ihren 158 Sitzen im Unterhaus.

## Regierungszeit
Die vorherige konservative Regierung wurde von Andrew Bonar Law geführt.
Law bekam im Frühjahr 1923 gesundheitliche Probleme und trat im Mai zurück. Als Nachfolger kamen Außenminister Lord Curzon und Schatzkanzler Stanley Baldwin in Betracht. Innenminister William Bridgeman Befragte informell jedes Mitglied des scheidenden Kabinett Bonar Laws befragt. Am Ende konnte Baldwin sich mit einer klaren Mehrheit von 12–14 Ministern im Kabinett gegen Lord Curzon durchsetzen, für den nur zwei bis vier Minister votiert haben sollen. Für Baldwin sprach, dass er mit seiner Herkunft Klassenunterschiede überwand. Der Aristokrat Curzon dagegen war auch Mitglied des House of Lords, wo die größte Oppositionspartei, Labour, nicht vertreten war.
Baldwin übergab kurz nach Amtsantritt den Posten des Schatzkanzlers an Neville Chamberlain, nachdem seine erste Wahl, Reginald McKenna, sein Angebot abgelehnt hatte.
In Verhandlungen mit der US-Regierung versuchte er vergeblich, einen Schuldenerlass britischer Schulden aus der Zeit des Ersten Weltkriegs zu erreichen.
Angesichts der steigenden Arbeitslosigkeit beschloss das Kabinett die Einführung von Zöllen. Baldwin wollte mit dieser Absicht auch die Partei festigen, weil seine internen Gegner wie Austen Chamberlain Befürworter der Schutzzöllen waren. Um dafür ein eigenes Mandat der Wähler zu erhalten, führte er eine vorgezogene Neuwahl des Unterhauses herbei.

### Misstrauensvotum
Die Unterhauswahl im Dezember 1923 führte zu einem hung parliament. Die Konservativen blieben zwar die stärkste Partei, hatten aber keine absolute Mehrheit mehr. Baldwins Verhandlungen mit der Liberal Party zur Bildung einer Koalition oder Duldung seiner Minderheitsregierung scheiterten. Dennoch versuchte Baldwin Premierminister zu bleiben und trat nicht zurück. Bei der traditionellen Kings Speech am Anfang der Sitzungsperiode des neuen Unterhauses stimmte eine Mehrheit bestehend aus Labour und den Liberals für einen Antrag, der besagte, „dass die derzeitigen Berater Ihrer Majestät nicht das Vertrauen dieses Hauses genießen“. Nach Baldwins Rücktritt bildete Ramsay MacDonald eine Minderheitsregierung und wurde der erste Labour-Premierminister. Seine Regierung amtierte 287 Tage und wurde dann vom Kabinett Baldwin II abgelöst.
| Votum      | Tories | Labour | Liberal | Unabh. | Nationalist | Prohibition | Pazifist | IndRep | Speaker | Deputies | Ergebnis |
| ---------- | ------ | ------ | ------- | ------ | ----------- | ----------- | -------- | ------ | ------- | -------- | -------- |
| Ja         |        | 185    | 138     | 2      | 1           | 1           |          | 1      |         |          | 328/615  |
| Nein       | 246    |        | 4       | 1      |             |             |          |        |         |          | 251/615  |
| Enthaltung | 9      | 4      | 14      |        | 1           |             | 1        |        | 1       | 2        | 32/615   |
| Tellers    | 2      | 2      |         |        |             |             |          |        |         |          | 4/615    |

## Mitglieder des Kabinetts
| Zugehörigkeit |           | Konservative |
| Zugehörigkeit | Parteilos |              |

| Amt                                                                        | Bild                     | Person                                         | Partei             | Partei             | Amtszeit        | Amtszeit        |
| -------------------------------------------------------------------------- | ------------------------ | ---------------------------------------------- | ------------------ | ------------------ | --------------- | --------------- |
| Premierminister Erster Lord des Schatzamtes Leader of the House of Commons | Stanley Baldwin          | Stanley Baldwin                                |                    | Conservative Party | 22. Mai 1923    | 23. Januar 1924 |
| Lordpräsident des Rates                                                    | James Gascoyne-Cecil     | James Gascoyne-Cecil, 4. Marquess of Salisbury | Conservative Party | 22. Mai 1923       | 23. Januar 1924 |                 |
| Lordkanzler                                                                | George Cave              | George Cave, 1. Viscount Cave                  | Conservative Party | 22. Mai 1923       | 23. Januar 1924 |                 |
| Lordsiegelbewahrer                                                         |                          | Robert Cecil                                   | Conservative Party | 22. Mai 1923       | 23. Januar 1924 |                 |
| Schatzkanzler Zweiter Lord des Schatzamtes                                 | Stanley Baldwin          | Stanley Baldwin                                | Conservative Party | 22. Mai 1923       | 27. August 1923 |                 |
| Schatzkanzler Zweiter Lord des Schatzamtes                                 | Neville Chamberlain      | Neville Chamberlain                            | Conservative Party | 27. August 1923    | 23. Januar 1924 |                 |
| Finanzsekretär des Schatzamtes                                             |                          | William Joynson-Hicks                          | Conservative Party | 22. Mai 1923       | 5. Oktober 1923 |                 |
| Außenminister                                                              | George Curzon            | George Curzon, 1. Marquess Curzon of Kedleston | Conservative Party | 22. Mai 1923       | 23. Januar 1924 |                 |
| Innenminister                                                              | William Bridgeman        | William Bridgeman                              | Conservative Party | 22. Mai 1923       | 23. Januar 1924 |                 |
| Erster Lord der Admiralität                                                | Leo Amery                | Leopold Stennett Amery                         | Conservative Party | 22. Mai 1923       | 23. Januar 1924 |                 |
| Minister für Landwirtschaft und Fischerei                                  | Robert Sanders           | Robert Sanders                                 | Conservative Party | 22. Mai 1923       | 23. Januar 1924 |                 |
| Luftfahrtminister                                                          |                          | Samuel Hoare                                   | Conservative Party | 22. Mai 1923       | 23. Januar 1924 |                 |
| Minister für die Kolonien                                                  | Victor Cavendish         | Victor Cavendish, 9. Duke of Devonshire        | Conservative Party | 22. Mai 1923       | 23. Januar 1924 |                 |
| Bildungsminister Präsident des Board of Education                          | Edward Wood              | Edward Wood                                    | Conservative Party | 22. Mai 1923       | 23. Januar 1924 |                 |
| Gesundheitsminister                                                        | Neville Chamberlain      | Neville Chamberlain                            | Conservative Party | 22. Mai 1923       | 27. August 1923 |                 |
| Gesundheitsminister                                                        |                          | William Joynson-Hicks                          | Conservative Party | 27. August 1923    | 23. Januar 1924 |                 |
| Minister für Indien                                                        | Willem Peel              | William Peel, 2. Viscount Peel                 | Conservative Party | 22. Mai 1923       | 23. Januar 1924 |                 |
| Arbeitsminister                                                            | Anderson Montague-Barlow | Anderson Montague-Barlow                       | Conservative Party | 22. Mai 1923       | 23. Januar 1924 |                 |
| Postminister                                                               |                          | Laming Worthington-Evans                       | Conservative Party | 22. Mai 1923       | 23. Januar 1924 |                 |
| Minister für Schottland                                                    | John Gilmour             | Ronald Munro-Ferguson, 1. Viscount Novar       |                    | Unabhängig         | 22. Mai 1923    | 23. Januar 1924 |
| Handelsminister Präsident des Board of Trade                               | Philip Cunliffe-Lister   | Philip Lloyd-Greame                            |                    | Conservative Party | 22. Mai 1923    | 23. Januar 1924 |
| Kriegsminister                                                             | Edward Stanley           | Edward Stanley, 17. Earl of Derby              | Conservative Party | 22. Mai 1923       | 23. Januar 1924 |                 |